# Chim cút có vảy bụng nâu
Chim cút có vảy bụng nâu hay còn gọi là chim cút có vảy (Danh pháp khoa học: Callipepla squamata castanogastris, Brewster, 1883) là một phân loài của loài Callipepla squamata được tìm thấy ở miền nam Texas từ núi Đại Bàng (Eagle Pass) và nam San Antonio đến giáp phía tây bắc Mexico (Coahuila, Nuevo León, và Tamaulipas), những cá thể tương tự như đôi khi được tìm thấy ở phía đông bắc cực và phía tây của dãy núi này.
Chim cút có vảy bụng nâu hạt dẻ được gọi trong tiếng Anh là Chestnut-bellied scaled quail, phân bố chủ yếu ở Mexico và phía Tây-Hoa Kỳ. Chim cun cút có vảy là biểu tượng của bang California của nước Mỹ. Người ta cúng bắt chúng và nuôi như gia cầm, nhưng rất khó thuần dưỡng chúng, chúng cũng là một trong những loại chim săn. 

## Đặc điểm

### Mô tả
Các con chim cút bụng nâu hạt dẻ được phân biệt với nó từ tất cả các phân loài khác, nó cũng tối màu hơn hai phân loài kia tìm thấy ở Mỹ. Sở dĩ được coi là có vảy vì bộ lông kỳ lạ của chúng có màu xám xanh, cuối mỗi lông có viền màu đen, Khi nhìn xa ta có cảm giác như chúng có vảy và màu sắc phía dưới bụng của chúng trông như màu nâu hạt dẻ. Chim cun cút có vảy trông nhỏ con và khá lùn, có một cái mào ở trên đầu, thân mình chúng dài khoảng 28 cm.
Hình dáng bên ngoài của chim trống và chim mái rất giống nhau, nên rất khó phân biệt. Vào mùa thu và mùa đông, chúng cùng hợp nhau lại, hình thành những bầy lớn từ 20-200 con. Khi mùa Đông dần qua, lượng chim trong bầy giảm xuống dần vì con người săn bắn, vì thú ăn thịt hay vì thời tiết và những nguyên nhân khác. Khi Xuân về, bầy lớn tách ra từng cặp vợ chồng và mỗi cặp bắt đầu quá trình sinh sản. 

### Tập tính ăn
Thức ăn của chim cút có vảy gồm 30% là côn trùng, cùng với nhiều loại thực vật. Khả năng chịu đựng khí hậu khô hạn của chúng rất tốt, chúng sống mà không cần uống nhiều nước. Nước uống của chúng có đơn vị tính là giọt, chim cun cút có vảy có thể uống giọt sương, ăn cây trái mọng nước, và côn trùng. Loại chim này không cần nước như những loại chim khác, có nhiều đàn chim cút có vảy rất xa nơi có nhiều nước. Sống ở nơi khô hạn, chúng phải ăn nhiều thức ăn để cơ thể có đủ lượng nước cần thiết. Dù là chim quen sống nơi khô cằn, nhưng chúng cũng thích đến những cái lỗ chứa nước. Chúng cũng uống nhiều nước nếu nước có sắn. 

### Sinh thái

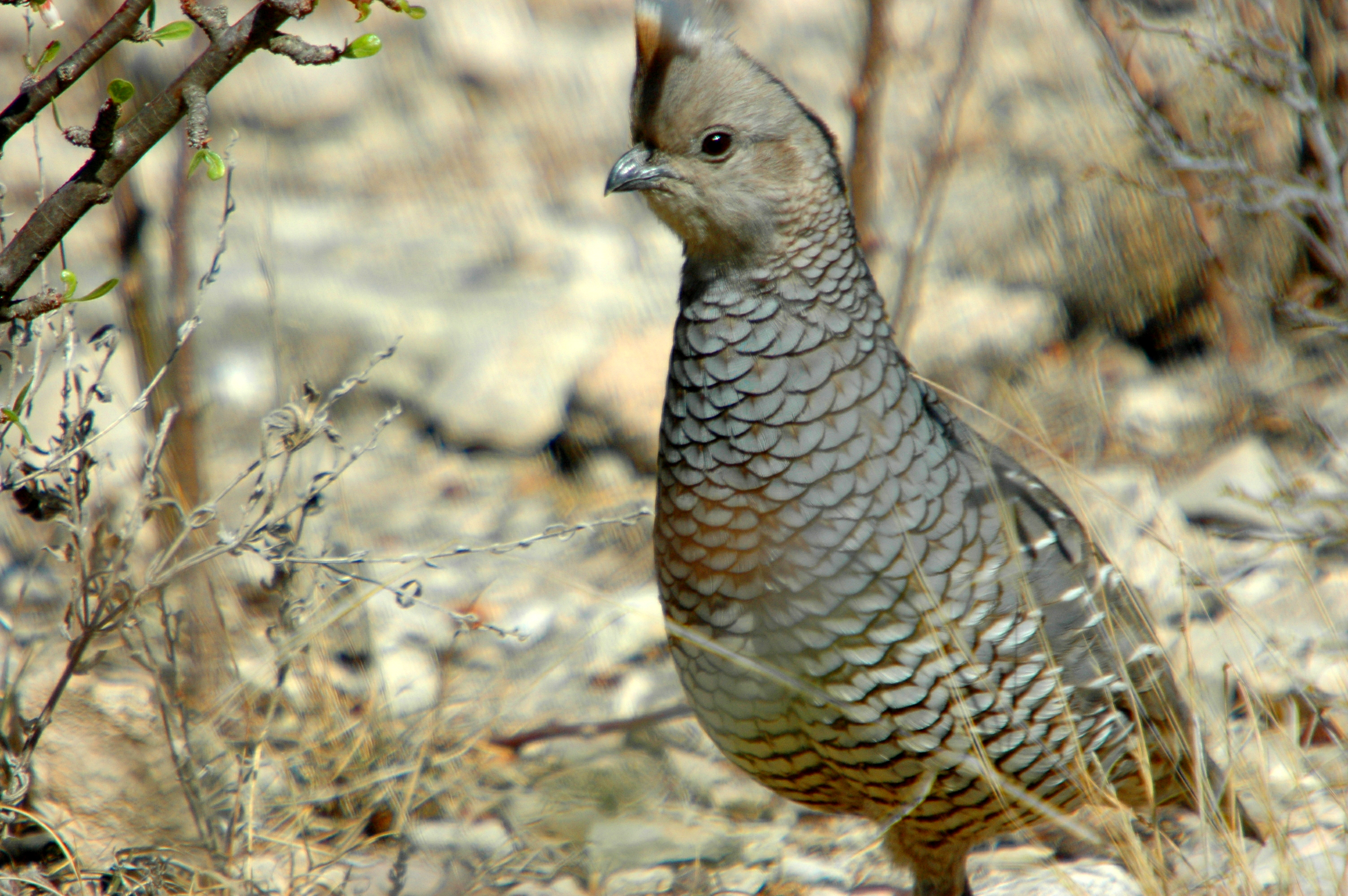
Chim cút có vảy bụng nâu

Loại chim này nhút nhát, thích chui vào những chỗ dễ ẩn náu. Dù quen thuộc nhưng người chủ cũng không thể gọi chúng đến ăn khi cầm thức ăn trên tay. Dù bị săn bắt nhiều ở miền Tây Hoa Kỳ, nhưng số lượng loài này chỉ giảm chậm trong suốt 40 năm qua. Kết quả này là do trong thiên nhiên, chim cút có vảy bụng nâu có khả năng chạy trốn rất tài tình. Chúng rất nhanh nhẹn, thích chạy hơn là bay. Chúng thích ở những nơi mà chúng có thể phát huy tối đa khả năng chạy nhanh của mình. Khi bị đe dọa, chúng thường bay một khoảng ngắn, lượn nhanh xuống đất, rồi chạy thật nhanh trước khi lủi trốn vào một chỗ nào có thể trốn được.
Chính những kỹ năng trốn chạy đó giúp cho chúng rất khó bị bắt. Thợ săn thường bị thất vọng khi vừa mới nhìn thấy một bầy cun cút thì cũng là lúc chúng biến mất vào lùm cây, bụi cỏ. Màu lông lại rất dễ giúp chúng ngụy trang. Nếu chúng bị cái gì đó đe dọa khi đang ẩn náu, chúng sẽ bay lên thật xa và chạy nhanh đi trước khi chui vào chỗ ẩn náu khác. Chúng cũng rất cẩn thận, chỗ đậu ngủ của chúng không có cái gì che phủ trên đầu, để giúp cho chúng dễ dàng bay lên mỗi khi có nguy hiểm.

## Sinh sản
Mùa sinh sản bắt đầu từ tháng 4, có thể kéo dài đến tháng 9. Chim có vảy bụng nâu làm tổ trong đất, tổ được lót bằng cỏ và lông. Mỗi lứa, chim mẹ đẻ từ 9-16 trứng, cũng có trường hợp con mái đẻ hơn 60 trứng trong một mùa. Chỉ một mình chim mẹ ấp trứng trong khoảng thời gian 21 ngày. Chim mẹ cũng đảm đương luôn nhiệm vụ chăm sóc chim non. Ngay từ khi mới nở, chim non đã rời tổ cùng với chim mẹ và cũng đã tự biết tìm thức ăn cho riêng mình.